# Nüwa
Nüwa (chiń. upr. 女娲; chiń. trad. 女媧; pinyin Nǚwā), także Nügua – starożytna chińska bogini uważana za stwórczynię ludzkości.
Nüwa była siostrą i małżonką Fuxi. Podobnie jak mąż była przedstawiana z ciałem węża lub z rybim ogonem.
Podczas walki między bogami, gdy pękł jeden ze słupów podtrzymujących świat, góra Buzhou, Nüwa roztopiła kamienie i naprawiła go. Odtąd jednak jest on krótszy od pozostałych i świat jest przechylony w kierunku południowo-wschodnim, dlatego wszystkie rzeki w Chinach płyną w tym właśnie kierunku.
Wierzono, że stworzyła ludzi, których wypalała w piecu z glinianych figurek. Ludzie wypalani w zbyt wysokiej temperaturze stali się czarni, a w zbyt niskiej biali. Najbardziej udanymi byli ostatni ludzie o żółtej skórze, czyli Chińczycy.
Uważano, że Nüwa wynalazła organki ustne i flet, a także wprowadziła porządek do chińskiej muzyki.